# Џибути на Светском првенству у атлетици на отвореном 2019.
Џибути је учествовао на 17. Светском првенству у атлетици на отвореном 2019. одржаном у Дохи од 27. септембра до 6. октобра шеснаести пут. Није учествовао 2001. године. Репрезентацију Џибутија представљала су четворица атлетичара који су се такмичили у 2 дисциплине. , 
На овом првенству Џибути није освојио ниједну медаљу, нити је оборен неки рекорд.

## Учесници
Мушкарци:
- Ајанле Сулејман — 1.500 м
- Јусуф Ис Башир — 1.500 м
- Abdi Waiss Mouhyadin — 1.500 м
- Боух Ибрахим — 5.000 м

## Резултати

### Мушкарци
| Атлетичар            | Дисциплина | Лични рекорд | Квалификације | Квалификације | Полуфинале             | Полуфинале           | Финале               | Финале       | Детаљи |
| Атлетичар            | Дисциплина | Лични рекорд | Резултат      | Место         | Резултат               | Место                | Резултат             | Место        | Детаљи |
| -------------------- | ---------- | ------------ | ------------- | ------------- | ---------------------- | -------------------- | -------------------- | ------------ | ------ |
| Ајанле Сулејман      | 1.500 м    | 3:29,58 НР   | 3:36,16 КВ    | 1. у гр. 3    | 3:38,35                | 10. у гр. 1          | Није се квалификовао | 22 / 43 (45) |        |
| Јусуф Ис Башир       | 1.500 м    | 3:35,74      | 3:37,93 кв    | 8. у гр. 2    | 3:36,72 (.715) КВ, ЛРС | 5. у гр. 2           | 3:37,96              | 12 / 43 (45) |        |
| Abdi Waiss Mouhyadin | 1.500 м    | 3:34,55      | 3:38,79       | 12. у гр. 1   | Није се квалификовао   | Није се квалификовао | Није се квалификовао | 30 / 43 (45) |        |
| Боух Ибрахим         | 5.000 м    | 13:17,54     | 13:36,39      | 11. у гр. 2   |                        |                      | Није се квалификовао | 22 / 35 (39) |        |